# Лібражд
Лібражд (алб. Librazhd) — місто в Східній Албанії в префектурі Ельбасан, центр однойменного округу. Знаходиться на стратегічній дорозі з Тирани в колишню югославську Македонію і Грецію. Через місто протікає річка Шкумбіні. Лібражд є найближчим містом до Національного парку Shebenik-Jabllanice.

## Історія

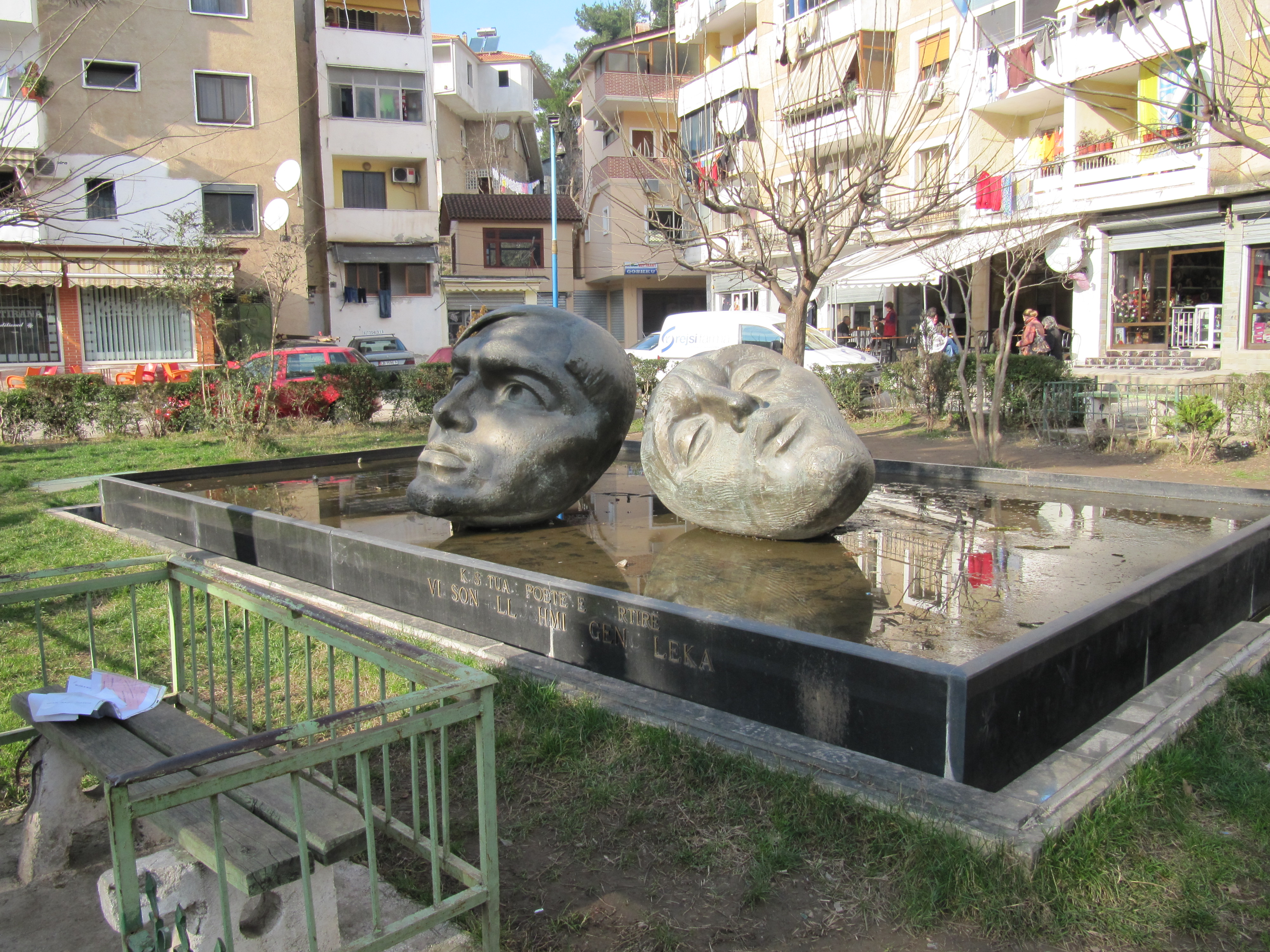
Меморіал недалеко від центру Лібражда

Під час Другої світової війни два батальйони Національно-визвольного руху завели в засідку війська нацистської Німеччини під місто, вбивши більше 200 німецьких солдатів.

## Спорт
Футбольним клубом міста є Sopoti Librazhd. Він був заснований у 1948 році і його домашнім стадіоном є Sopoti Stadium, який вміщує 3000 чол.